# 阿富汗麵湯
阿富汗麵湯（Aush）是一種阿富汗的湯類，可以是頭盤或主菜，主要由麵與加上各種蔬菜的番茄清湯組成，另外還會添加脫乳清酸奶（Chaka）和烘乾壓碎的薄荷。

## 伸延閱讀
- Scholem, Richard Jay. . 紐約時報. 1996-09-29  [2006-07-27]. （原始内容存档于2019-07-13）.

- Tribes, Afghan. . Afghantribes. 2010  [2013-05-29]. （原始内容存档于2009-11-18）.